# Museo del tappeto dell'Iran
Il museo del tappeto dell'Iran è ubicato accanto al parco Laleh, fu fondato nel 1976 ed espone tappeti persiani, antichi e moderni, provenienti da varie zone dell'Iran. I tappeti esposti vanno dal XVI secolo ai giorni d'oggi.
Lo spazio espositivo occupa 3.400 metri quadri e la biblioteca annessa contiene 33.000.000 di libri.
L'edificio che ospita il museo venne progettato dall'architetto Abdol-Aziz Mirza Farmanfarmaian. La struttura perforata che circonda l'esterno del museo è progettata sia per assomigliare al telaio di un tappeto, sia per proiettare l'ombra sulle pareti esterne, riducendo l'impatto del caldo sole estivo sulla temperatura interna.

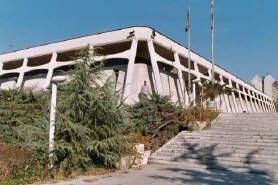
Museo del tappeto dell'Iran (esterno)